# Bí Mật Hổ Phách Quan Âm
Bí mật Hổ phách Quan âm (tên gốc: Tân Sở Lưu Hương, chữ Hán: 新楚留香) là bộ phim truyền hình hợp tác giữa Đài Loan, Hồng Kông và Trung Quốc sản xuất năm 2001. Bộ phim được chuyển thể từ tiểu thuyết Sở Lưu Hương hệ liệt của nhà văn Cổ Long. Những phần được chuyển thể gồm Huyết hải phiêu hương, Họa mi điểu, Tá thi hoàn hồn và Biên bức truyền kỳ.

## Nội dung
Sở Lưu Hương trong giang hồ có đại danh đỉnh đỉnh là đạo soái, khinh công thiên hạ nhất tuyệt, đi đến đâu cũng lưu lại một mùi hương lan nhè nhẹ nên được mệnh danh là Hương soái.
Hương soái đột nhập Cung cấm để trộm ngọc Hổ phách Quan âm, trong đó lưu giữ một pho tượng mỹ nhân được Tiểu Lý Phi Đao Lý Tầm Hoan tự tay điêu khắc, có thể tìm Lý Tầm Hoan để thực hiện một yêu cầu cho chủ nhân sở hữu, và nguyện vọng của Sở Lưu Hương là muốn biết thân thế của mình.
Trong khi trộm Hổ phách, Sở Lưu Hương quen biết với Tư Không Tinh Nhi và Tô Dung Dung cũng vào hoàng cung với ý định trộm ngọc, tại đây họ đã kết thành những oan gia hoan hỷ.
Trong khi điều tra về việc Càn Khôn Thánh Thủy bị trộm thì Sở Lưu Hương và Tô Dung Dung đã nảy sinh tình cảm.
Sở Lưu Hương cùng Tư Không Tinh Nhi đến An Nam để tìm Lam Điền Ngọc Thực cứu sống Tô Dung Dung, tại đây y điều tra ra thân thế của mình chính là thái tử của nước An Nam và cũng từ đây, y nảy sinh tình cảm với Tư Không Tinh Nhi.
Một bên là hồng nhan tri kỷ đồng sinh cộng tử, một bên là tình cảm chớm nở, đạo soái phong lưu sẽ đối diện ra sao với hai cô gái si tình; một bên là ngôi vua với vinh hoa phú quý và một bên là cuộc sống giang hồ tiêu dao khoái lạc, giang hồ kỳ hiệp đạo soái Lưu Hương sẽ quyết định ra sao?

## Các tập phim
- Phần 1: Từ tập 1 đến tập 4: Sở Lưu Hương trộm Hổ phách Quan Âm
- Phần 2: Từ tập 5 đến tập 10: Hậu nhân của Độc Cô Nhất Lang
- Phần 3: Từ tập 11 đến tập 14: Huyền Băng cung
- Phần 4: Từ tập 15 đến tập 17: Tiết Gia trang
- Phần 5: Từ tập 18 đến tập 25: An Nam quốc
- Phần 6: Từ tập 26 đến tập 32: Bí mật Tiết Gia trang
- Phần 7: Từ tập 33 đến tập 34: Đại Sa mạc
- Phần 8: Từ tập 35 đến tập 40: Đại kết cục

## Diễn viên
| Diễn viên       | Vai diễn               | Giới thiệu | Ghi chú                              |
| Nhậm Hiền Tề    | Sở Lưu Hương           | Đạp nguyệt bất lưu ngân, đạo soái Sở Lưu Hương                                                                            | Xuất hiện xuyên suốt bộ phim         |
| Lâm Tâm Như     | Tư Không Tinh Nhi      | Hồng nhan tri kỷ của Sở Lưu Hương, con gái của Tư Không Trích Tinh                                                        | Xuất hiện ở phần 1, 4, 5, 6, 7, 8    |
| Lê Tư           | Tô Dung Dung           | Hồng nhan tri kỷ của Sở Lưu Hương, con gái nuôi của Tư Không Trích Tinh                                                   | Xuất hiện ở phần 1, 2, 3, 4, 7, 8    |
| Lê Diệu Tường   | Hồ Thiết Hoa           | Bạn thân của Sở Lưu Hương, là một tên bợm nhậu, có mối tình với Ưu Như Mộng và Tả Minh Châu                               | Xuất hiện ở phần 1, 2, 3, 6, 7, 8    |
| Trương Tây      | Lý Hồng Tựu            | Người hầu của Tống Tây Hồ, bạn của Sở Lưu Hương, tinh thông dịch dung thuật, hiểu biết hơn người                          | Xuất hiện ở phần 1, 2, 3, 6, 7, 8    |
| Dương Nhụy      | Tống Điềm Nhi          | Người hầu của Tống Tây Hồ, bạn của Sở Lưu Hương, tinh thông y thuật, nấu nướng                                            | Xuất hiện ở phần 1, 2, 3, 4, 5, 6, 8 |
| Trịnh Hạo Nam   | Tiết Y Nhân            | Mệnh danh Thiên hạ đệ nhất Kiếm                                                                                           | Xuất hiện ở phần 1, 4, 6, 7, 8       |
| Trịnh Y Kiện    | Lý Tầm Hoan            | Tiểu Lý Phi Đao, mệnh danh Lục Như công tử, vì quyết đấu với Độc Cô Nhất Lang nên trọng thương, ẩn trú ở Yên Vũ Phong lâu | Xuất hiện ở phần 1                   |
| Đàm Kiến Xương  | Độc Cô Nhất Lang       | Võ sĩ Triều Tiên | Xuất hiện ở phần 1                   |
| Viên Vịnh Nghi  | Tống Tây Hồ            | Em gái của Như Trần, hồng nhan tri kỷ của Sở Lưu Hương, tinh thông y thuật, dịch dung thuật, cơ quan...                   | Xuất hiện ở phần 1                   |
| Trương Vệ Kiện  | Như Trần               | Con trai lớn của Độc Cô Nhất Lang                                                                                         | Xuất hiện ở phần 2                   |
| Tôn Diệu Uy     | Lạc Vô Tình            | Em trai của Như Trần, bang chủ Cái bang                                                                                   | Xuất hiện ở phần 2                   |
| Hải Tuấn Kiệt   | Huyết Trường Không     | Mệnh danh Thiên hạ đệ nhất Khoái kiếm                                                                                     | Xuất hiện ở phần 2, 4, 6             |
| Ngô Mạnh Đạt    | Tư Không Trích Tinh    | Thần thấu (tên trộm) | Xuất hiện ở phần 1, 4                |
| Trần Hiểu Đông  | Hoàng đế               | Phong cho Sở Lưu Hương danh hiệu Đạo soái Lưu Hương                                                                       | Xuất hiện ở phần 1, 6                |
| Trần Pháp Dung  | Phong Nam Nhạn         | Hồng nhan tri kỷ của Sở Lưu Hương, đệ tử của Huyền Băng cung                                                              | Xuất hiện ở phần 2, 3                |
| Chương Tây Tây  | Ưu Như Mộng            | Đệ tử Huyền Băng cung, có mối tình với Hồ Thiết Hoa                                                                       | Xuất hiện ở phần 3                   |
| Ô Sảnh Sảnh     | Thánh Thủy nương nương | Cung chủ Huyền Băng cung                                                                                                  | Xuất hiện ở phần 3                   |
| Vạn Ỷ Văn       | Vân La                 | Công chúa nước Xiêm La | Xuất hiện ở phần 5                   |
| Trương Tuệ Nghi | Sử Phụng Hoàng         | Hoàng hậu nước An Nam | Xuất hiện ở phần 5                   |
| Trần Triển Bằng | Ôn Lương Ngọc          | Thế tử nước An Nam | Xuất hiện ở phần 5                   |
| Lâm Hy Lôi      | Tả Minh Châu           | Quận chúa, có mối tình với Hồ Thiết Hoa                                                                                   | Xuất hiện ở phần 6                   |
| Từ Thiếu Cường  | Tiết Bảo Bảo           | Anh trai của Tiết Y Nhân                                                                                                  | Xuất hiện ở phần 4, 6, 8             |
| Từ Thiếu Cường  | Tiếu Tiếu Nhân         | Thủ lĩnh tổ chức sát thủ Thiên Võng                                                                                       | Xuất hiện ở phần 8                   |
| Dương Cung Như  | Tiết Khả Nhân          | Hồng nhan tri kỷ của Sở Lưu Hương, em gái của Tiết Y Nhân                                                                 | Xuất hiện ở phần 8                   |
| Triệu Đông Bá   | Tiết Ngọc Hàn          | Tổng quản Thị vệ, đệ tử của Tiết Y Nhân                                                                                   | Xuất hiện ở phần 1, 2, 6, 8          |
| Trương Vịnh Kỳ  | Thủy Linh Lung         | Con gái của Thiên hạ đệ nhất Đao Tra Mộ Hiệp                                                                              | Xuất hiện ở phần 2                   |
| Lưu Tùng Đan    | Âu Dương Lâm           | Con gái của Cung chủ Huyền Băng Cung, người yêu của Như Trần                                                              | Xuất hiện ở phần 3                   |
| Vũ Gia Huy      | Xa Thiên Bảo           | Con trai của Xa Tướng quân                                                                                                | Xuất hiện ở phần 5                   |
| Lưu Toàn        | Xa Tướng quân          | Tướng quân nước An Nam, anh trai của Tôn Thái hậu                                                                         | Xuất hiện ở phần 5                   |
| Tôn Khánh Tam   | Mộng Ma                | Đệ tử của Mê tâm lão tổ                                                                                                   | Xuất hiện ở phần 7                   |
| Trần Chí Cương  | Mê tâm lão tổ          | Người sáng lập ra Mê tâm đại pháp                                                                                         | Xuất hiện ở phần 7                   |

## Nhạc phim
- Ca khúc chủ đề phim: Hoa Thơm
Trình bày: Nhậm Hiền Tề
Lời và Nhạc: Tiểu Trùng
- Ca khúc cuối phim: Phi Điểu
Trình bày: Nhậm Hiền Tề
Lời: Hồ Hải Tuyền, Hồ Nguyệt, Trần Một
Nhạc: Hồ Hải Tuyền